# Грушове (Богучарський район)
Грушове (рос. Грушовое) — село у Росії, Богучарському районі Воронізької області. Входить до складу Залиманського сільського поселення.
Населення становить 139 осіб (68 чоловічої статі й 71 — жіночої) за переписом 2010 року.

## Історія
За даними 1859 року у казенній слободі Богучарського повіту Воронізької губернії мешкало 932 особи (413 чоловічої статі та 419 — жіночої), налічувалось 120 дворових господарств, існували 2 православні церкви.
Станом на 1880 рік у колишній державній слободі Залиманської волості мешкало 1321 особа, налічувалось 203 дворових господарства, існували православна церква, школа.
За переписом 1897 року кількість мешканців зросла до 1450 осіб (734 чоловічої статі та 716 — жіночої), з яких всі — православної віри.
За даними 1900 року у слободі мешкало 1399 осіб (717 чоловічої статі та 682 — жіночої) переважно українського населення, налічувалось 252 дворових господарства, існували православна церква, школа грамоти, винна лавка, 2 ярмарки на рік.

## Населення
| 2000 | 2005 | 2010 |
| ---- | ---- | ---- |
| 330  | ↘229 | ↘139 |